# Texarkana (Texas)
Texarkana ist eine Stadt im Bowie County im Nordosten des US-Bundesstaates Texas an der Grenze zu Arkansas. Das U.S. Census Bureau hat bei der Volkszählung 2020 eine Einwohnerzahl von 36.192 ermittelt.
Zusammen mit Texarkana (Arkansas) bildet sie eine Zwillingsstadt, die auf der Grenze zwischen den Staaten Texas und Arkansas liegt. Die beiden Texarkanas bilden ein Zentrum des Ark-La-Tex-Großraumes, der Nordost-Texas, Südwest-Arkansas, Nordwest-Louisiana und Südost-Oklahoma umfasst.
Der Name ist ein Kofferwort aus den Namen der drei angrenzenden Staaten Texas, Arkansas und Louisiana.

## Geographie
Texarkana liegt im Nordosten von Texas. Die flache Landschaft wird von Mischwäldern geprägt, die nach Westen in Weideland übergehen.
Wenige Kilometer nördlich der Stadt befindet sich der Red River. Die Stadt selbst wird von einigen kleinen Bächen, wie z. B. dem Swampoodle Creek, durchflossen.
Südlich der Stadt befindet sich der Wright Patman Lake, ein Stausee, der von den Bewohnern der Region als Naherholungsgebiet genutzt wird.

## Bevölkerung
Im Jahre 2010 hatte Texarkana 36.411 Einwohner, davon waren 47,5 % männlich und 52,5 % weiblich. Von den Einwohnern waren 55,4 % Weiße, 37,1 % Schwarze, 1,3 % Asiaten, 0,5 % amerikanische Ureinwohner und 5,6 % anderer oder mehrerer Abstammungen. 6,4 % aller Einwohner waren Hispanics oder Latinos. 12,4 % der Bevölkerung lebten unter der Armutsgrenze und das durchschnittliche Haushaltseinkommen lag mit 29.727 $ ca. 12.000 $ unter dem US-Durchschnitt.

## Wirtschaft
Bedeutende Industriezweige (darunter Betriebe in Texarkana, Arkansas) sind die Holzindustrie, die Reifenproduktion (Cooper Tires) und die Papierproduktion.
Als Zentrum der Region spielt der Einzelhandel eine wichtige Rolle: Mit der Central Mall, zwei Wal-Mart-Supercentern und anderen Einkaufsmöglichkeiten sind in diesem Sektor viele Arbeitsplätze vorhanden.
Weiterhin sind das Staatsgefängnis und die Texas A&M University sowie das Texarkana College wichtig für die Wirtschaft der Stadt.

## Geschichte
Das Gebiet des heutigen Texarkana wurde zuerst von Caddo-Indianern besiedelt. Weiße besiedelten das Gebiet um 1873 im Zuge des Baus der Cairo and Fulton Railroad, die im heutigen Stadtgebiet auf die Gleise der Texas and Pacific Railroad traf. An dieser Stelle wurde am 8. Dezember 1873 Texarkana gegründet. Die erste Bebauung wurde von der Texas and Pacific Railroad Company geplant und durchgeführt, und im Jahre 1876 wurde die Siedlung von der texanischen Regierung anerkannt.
Die Stadt wuchs stetig und hatte bereits 1896 ein Wasserwerk, ein Elektrizitätswerk, eine Straßenbahn, ein Gaswerk, mehrere Lokalzeitungen und 14.000 Einwohner. 1907 bekam Texarkana die Stadtrechte verliehen. Die Stadt wuchs weiter und entwickelte sich zu einem wichtigen Eisenbahnknotenpunkt des Südwestens. Einen weiteren Aufschwung erlebte die Stadt, als in den 1940er-Jahren das Red River Army Depot mit einer Munitionsfabrik gebaut wurde.
In den folgenden Jahrzehnten entwickelte sich die Stadt weiter, und zu Beginn des 21. Jahrhunderts zeichnet sich ein neuer Aufschwung ab, unter anderem verursacht durch den Bau der neuen Interstate 49, die von Shreveport über Texarkana in Richtung Oklahoma verlaufen wird. 2009 beschäftigte die inzwischen in Lone Star Ammunition Plant umbenannte Fabrik etwa 4500 Menschen.

## Infrastruktur und Verkehr
Texarkana liegt am Interstate 30 von Fort Worth nach Little Rock. Eine Verlängerung des Interstate Highway 49 von Louisiana nach Oklahoma, der den Interstate 30 in Texarkana, Texas kreuzen wird, ist in Bau.
Durch die Stadt führen auch die U.S. Highways 59 und 71 (Richtung westliches Arkansas bzw. Houston), 67 (Richtung Dallas und Little Rock) und 82 (Richtung Paris (Texas) und südliches Arkansas).
Eisenbahnlinien führen in alle Himmelsrichtungen mit Strecken Richtung Oklahoma, Arkansas, Louisiana und Texas. Personenverkehr besteht mit dem Texas Eagle, der Chicago über St. Louis, Texarkana, Dallas und San Antonio mit Los Angeles verbindet. Der Bahnhof Texarkana Union Station liegt wie das Postamt auf der Staatengrenze.
Flugverkehr wird über den Texarkana Regional Airport auf dem Gebiet von Texarkana, Arkansas abgewickelt. Von hier bestehen Verbindungen zum internationalen Drehkreuz Dallas/Fort Worth.
In den beiden Texarkanas sowie in den umliegenden Dörfern betreibt TUTD (Texarkana Urban Transit Department) ein Stadtbussystem mit 7 Linien.

## Die Zwillingsstädte
Texarkana, Texas, bildet mit der Stadt Texarkana, Arkansas, eine Doppelstadt. Offiziell sind die beiden Städte völlig eigenständig. Praktisch jedoch kann man die beiden Städte als eine Einheit begreifen, da man meistens nicht bemerkt, dass man die Staatsgrenze übertritt. Es gibt jedoch einige Unterschiede zwischen den beiden Städten: Bowie County, Texas, ist ein sog. „Dry County“, in dem kein Alkohol verkauft werden darf. Dies erklärt die hohe Anzahl von Alkoholgeschäften in Texarkana, Arkansas, an der Staatsgrenze. Im steuerlichen Bereich gibt es einige Sonderregelungen für die Bewohner Texarkanas, um die unterschiedlichen Steuerlasten in Texas und Arkansas auszugleichen.

## Söhne und Töchter der Stadt
- Lammar Wright senior (1907–1973), Jazz-Trompeter des Oldtime Jazz und des Swing
- Peppermint Harris (1925–1999), R&B-Sänger und Gitarrist
- Ross Perot (1930–2019), Unternehmer und Politiker
- Eddie Mathews (1931–2001), Baseballspieler und -manager in der Major League Baseball
- Frank D. White (1933–2003), Politiker; von 1981 bis 1983 Gouverneur von Arkansas
- Otis Williams (* 1941), Tenor- und Bariton-Sänger
- Stanford E. Woosley (* 1944), theoretischer Astrophysiker
- Crowder (* 1971), Sänger christlicher Popmusik
- Julie Meadows (* 1974), Pornodarstellerin
- Molly C. Quinn (* 1993), Schauspielerin
- Jarrion Lawson (* 1994), Weitspringer